# Košorok
Košorok je priimek več znanih slovenskih ljudi:
- Alenka Košorok Humar, odvetnica in učiteljica joge itd.
- Blaž Košorok (*1972), pravnik, menedžer
- Boris Košorok (1956-1995), FAGG ?
- Gregor Košorok, arhitekt
- Marinka Drobnič-Košorok (*1953), biokemičarka, prof. VF, zaslužna prof. UL
- Matjaž Košorok, psihiater
- Neno Košorok (*1965), teniški trener, prof. FŠ
- Nina Sojar Košorok, kirurginja
- Pavle Košorok (1944-2023), zdravnik abdominalni kirurg, prof. MF
- Polde Košorok (1921-1989), partizanski zdravnik
- Rudi Košorok (1939-2007), plavalec
- Stane Košorok, veterinar (&Boštjan K.(?)
- Tomaž Košorok, ortodont